# Celestial fire
Celestial fire is het derde studioalbum van multi-instrumentalist Dave Bainbridge van Iona. 

## Inleiding
Het volgde op Eye of the eagle (1998 met Fitzgerald) en Veil of Gossamer (2004). Bainbridge had met Iona de handen vol, vandaar zijn onregelmatig verschijnend solowerk. In 2013 vond Bainbridge de tijd rijp voor zijn derdeling, waarbij hij aankondigde zich te laten inspireren door zijn helden uit de progressieve rock en fusion van de jaren zeventig. In dat spectrum bevonden zich uiteenlopende bands als Yes, Hatfield and the North, David Sancious en Deep Purple. Het album werd verspreid over de gehele wereld opgenomen, bijna iedere deelnemer aan het project nam werk op in zijn eigen geluidsstudio. 
Als vaste musici voor het album liet hij zijn oog vallen op Randy George, bassist van Neal Morse en drummer Collin Leijenaar en een aantal Ionaleden, zoals Ho'gg en Fitzgerald. Het album laat een mengeling horen van progressieve rock en celtic rock. Het album is gestoken in een hoes van Ed Unitsky.  

## Musici
- Dave Bainbridge- zang en alle muziekinstrumenten behalve
- Troy Donockley – Uilleann pipes (1, 2, 4, 5), whistles (8)
- Sally Minnear – zang (1, 2, 4, 5, 6, 7, 8, 10)
- Gabriel Alonso – percussie (1, 2, 8, 10)
- Randy George – basgitaar, baspedalen (2, 3, 5, 7, 8, 10)
- Collin Leijenaar – drumstel (2, 3, 5, 7, 8)
- Yvonne Lyon – zang (2, 4, 8)
- Damian Wilson – zang (2, 3, 7, 8)
- Frank van Essen – strijkorkest (2, 5), altviool (6, 9), viool (8, 9)
- Todd Reynolds – viool (2, 5)
- Corinne Frost – cello (2 , 4, 5, 6, 8)
- Dave Fitgerald – fluit (4), blaasinstrumenten (6, 7), tin whistle (10)
- Debbie en Evie Bainbridge – koorzang (4, 6)
- Julie Malyasova – zang (6)
- Joanne Hogg – zang (7, 8)
- Andrea Alonso – zang (8)
- David Lyon – zang (8)
- Graeme Duffin - zang (8)
- Martin Nolan – Uillean pipes, tin whistle (10)

## Muziek
| Nr. | Titel                                     | Duur  |
| --- | ----------------------------------------- | ----- |
| 1.  | Heavenfield (Bainbridge)                  | 1:10  |
| 2.  | Celestial fire (Bainbridge, David Lyon)   | 15;24 |
| 3.  | See what I see (Bainbridge, David Lyon)   | 6:03  |
| 4.  | The first autumn (Bainbridge, David Lyon) | 4:06  |
| 5.  | For such a time as this (Bainbridge)      | 10:31 |
| 6.  | Innocence found (Bainbridge)              | 5:53  |
| 7.  | Love remains (Bainbridge, David Lyon)     | 13:03 |
| 8.  | In the moment (Bainbridge, David Lyon)    | 14:26 |
| 9.  | Heavenfield reprise (Bainbridge)          | 1:47  |
| 10. | On the edge of glory (Bainbridge)         | 3:08  |

De eerste track verwijst direct weer naar Iona, maar dan als eiland; na de slag bij Heavenfield wordt Oswald van Northumbria koning. Celestial fire is gebaseerd op The magician’s nephew van C.S. Lewis.